# Лелека білий

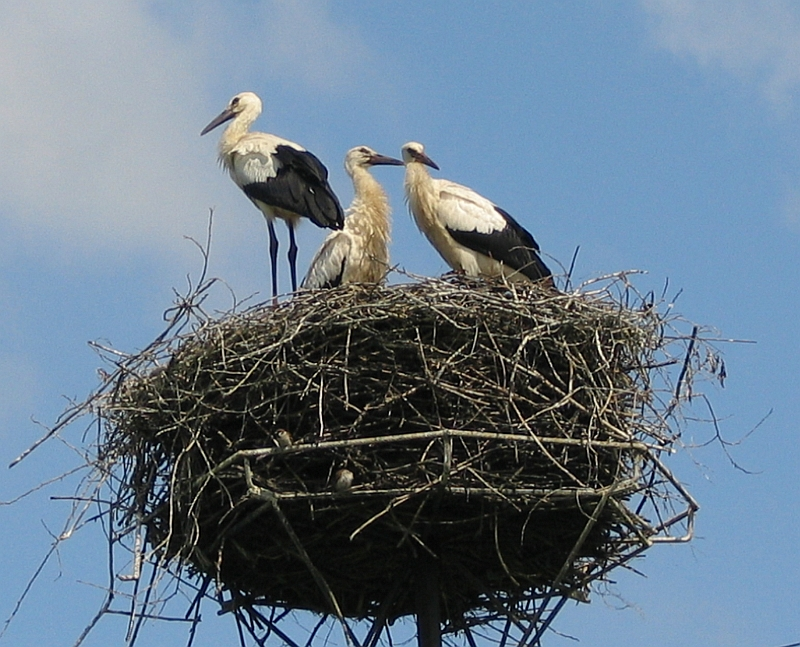
Лелека білий, Ciconia ciconia

Леле́ка бі́лий (Ciconia ciconia) — птах родини лелекових, ряду лелекоподібних.

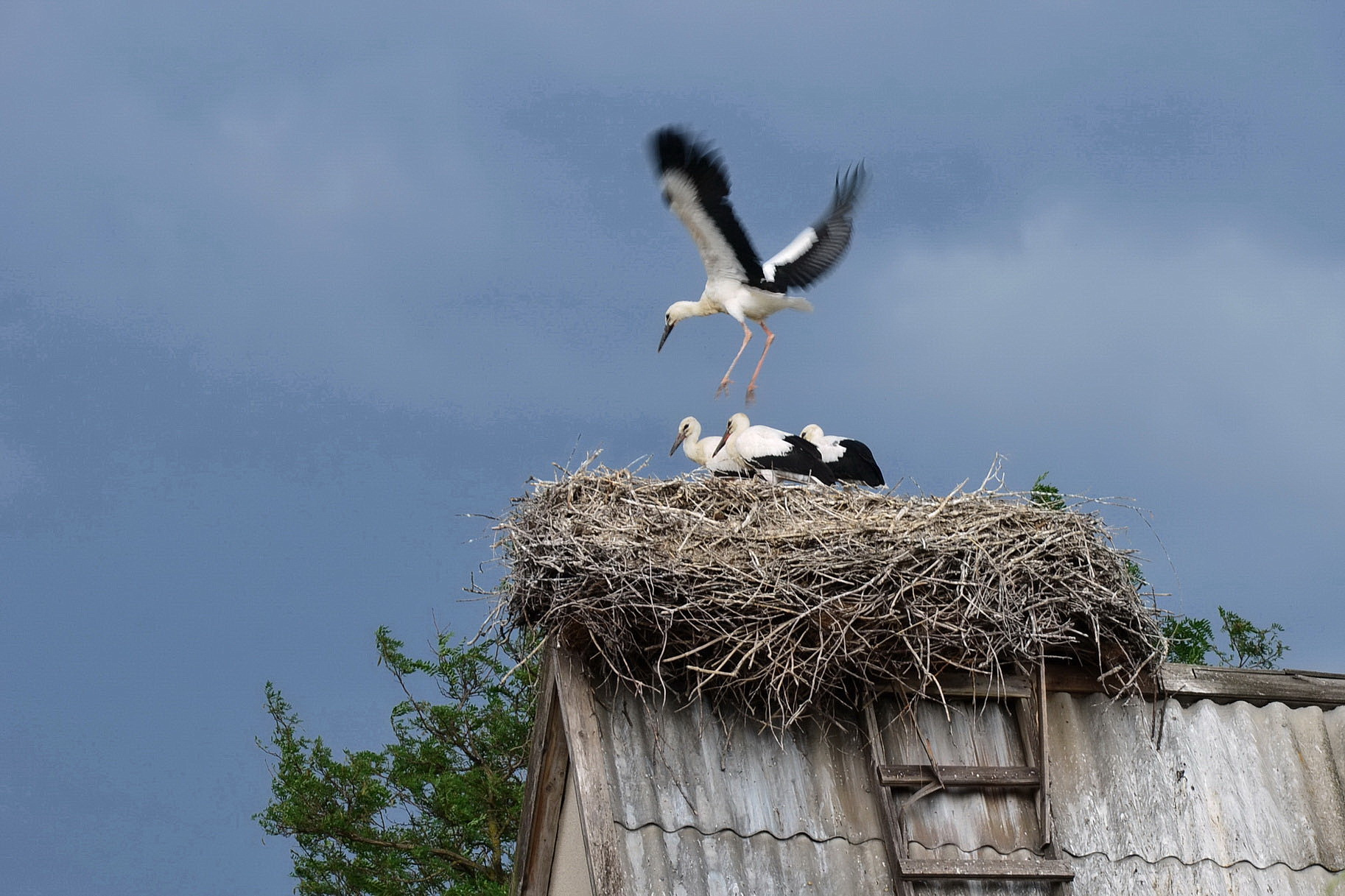
Молоді лелеки вчаться літати

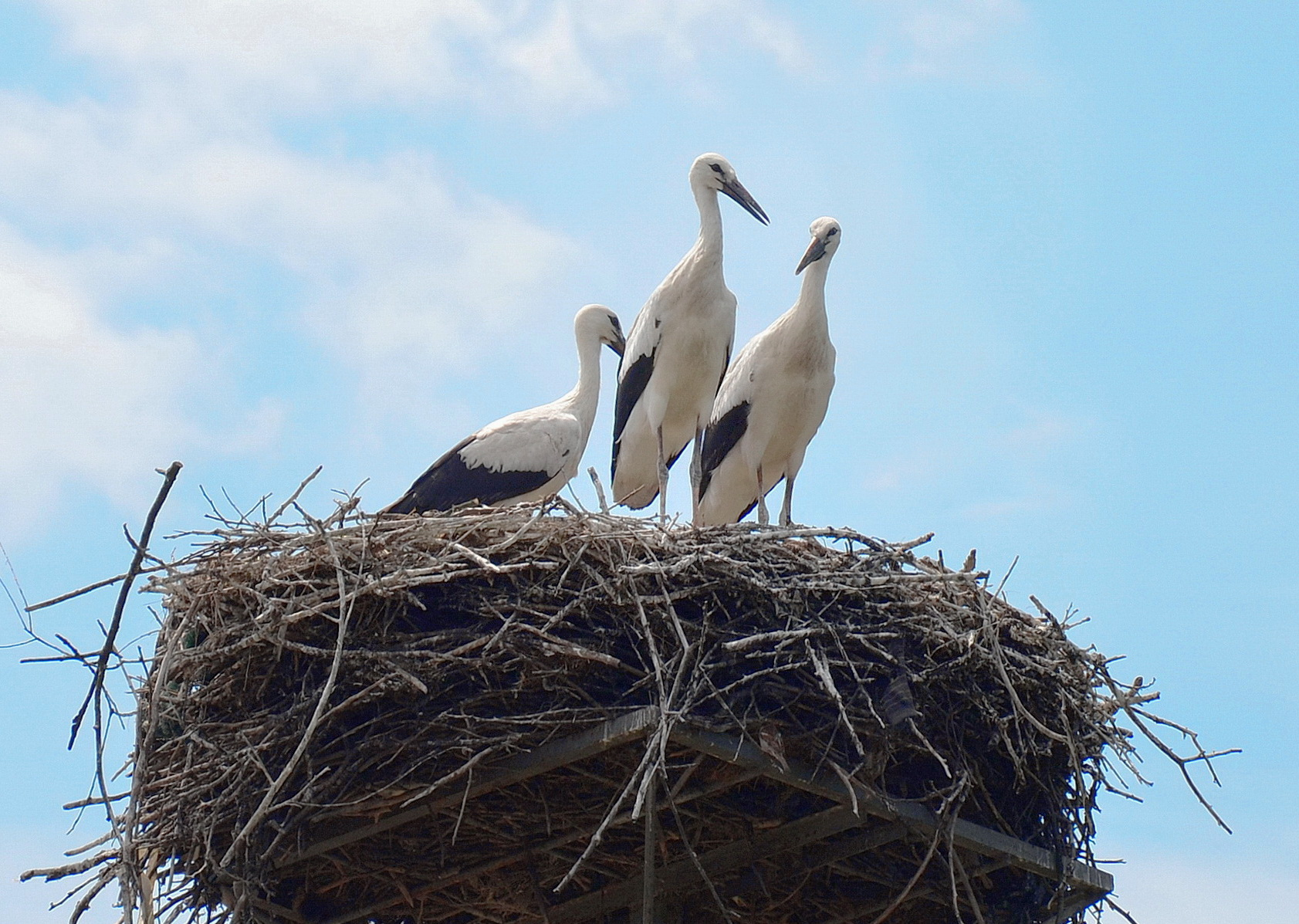
Молоді лелеки

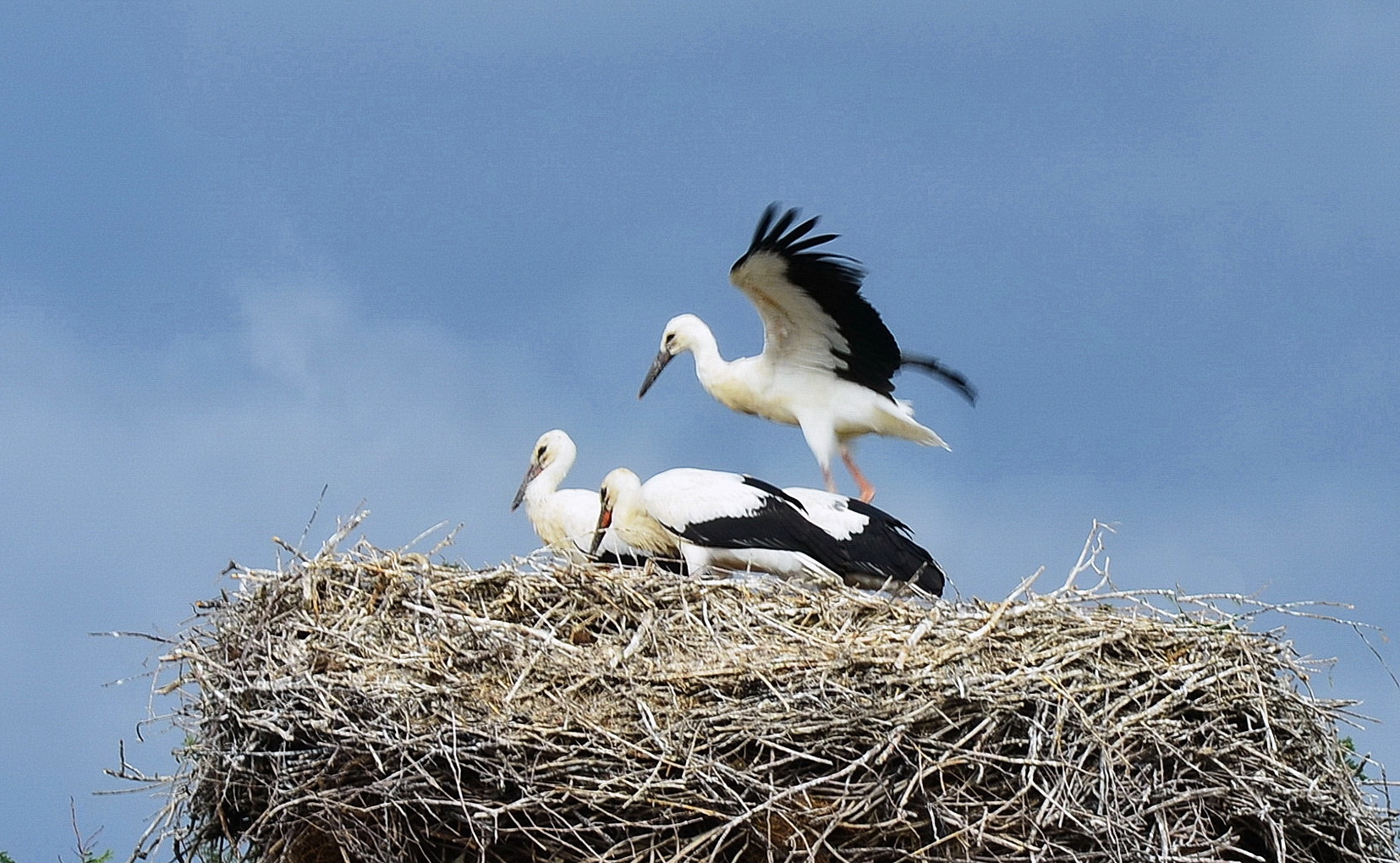
Молоді лелеки підростають

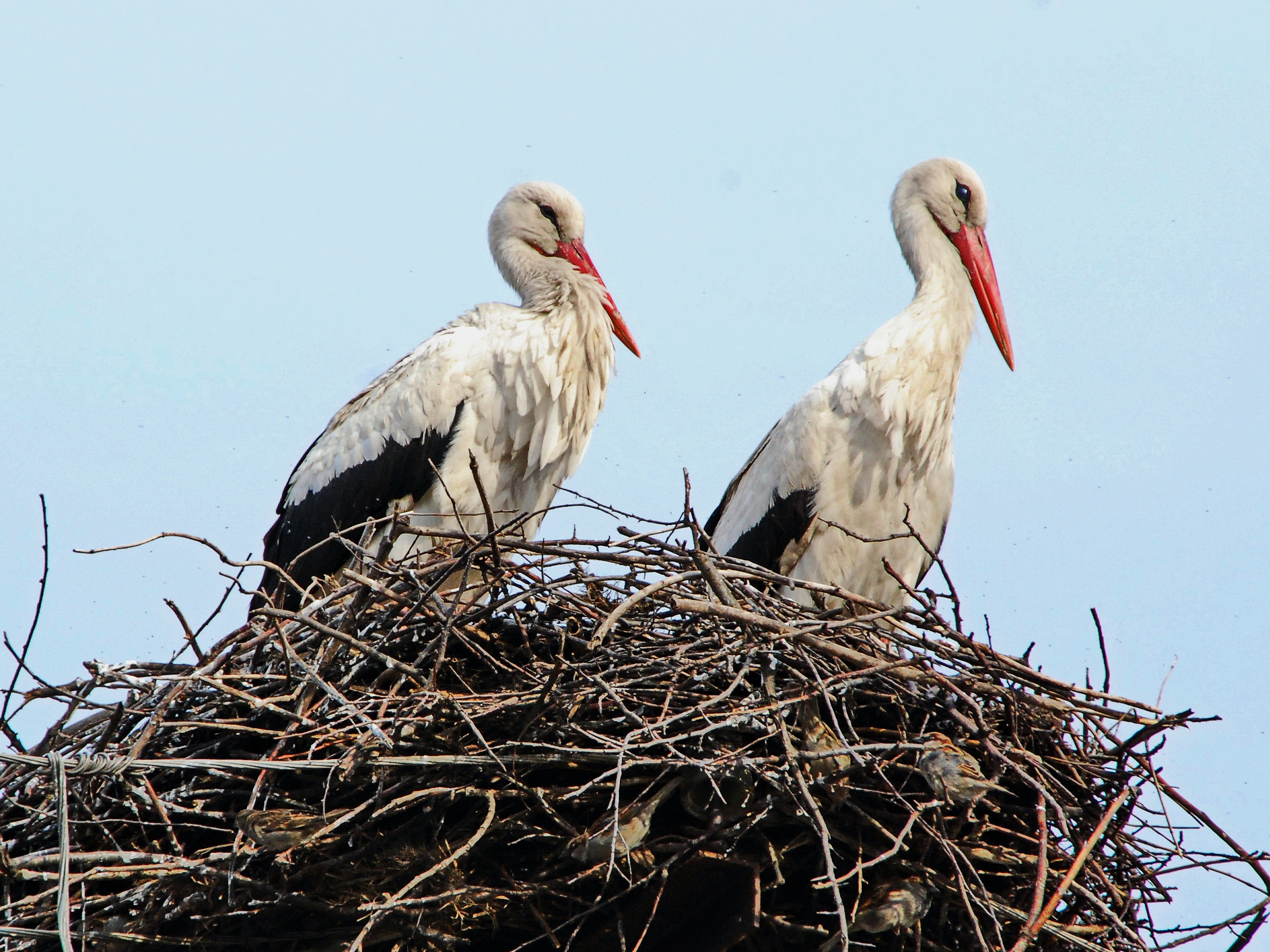
Сімейна пара лелек

В граматичних словниках є такі назви цього птаха: бусел, чорногуз, гайстер, бусол. А окрім науково прийнятної назви, у цього птаха є безліч народних назв, зокрема: бусько, бузько, бусьок, бузьок, боцян, буцьок, веселик, гайстар, боцюк, боцюн та гайстр.

## Зовнішній вигляд та загальна характеристика
Білий лелека — птах розміром від 80 до 100 см довжиною, розмахом крил 200—220 см та вагою від 2,5 до 4,5 кілограмів. Забарвлення пір'я біле, за винятком махових пір'їн на крилах, які мають чорне забарвлення. Коли крила птаха складені, махові пір'їни закривають задню частину тіла, звідси походить його назва — чорногуз, тобто «чорнозадий» від давнього слова гузня — сідниця. Дзьоб та ноги у чорногуза червонясті і довгі.

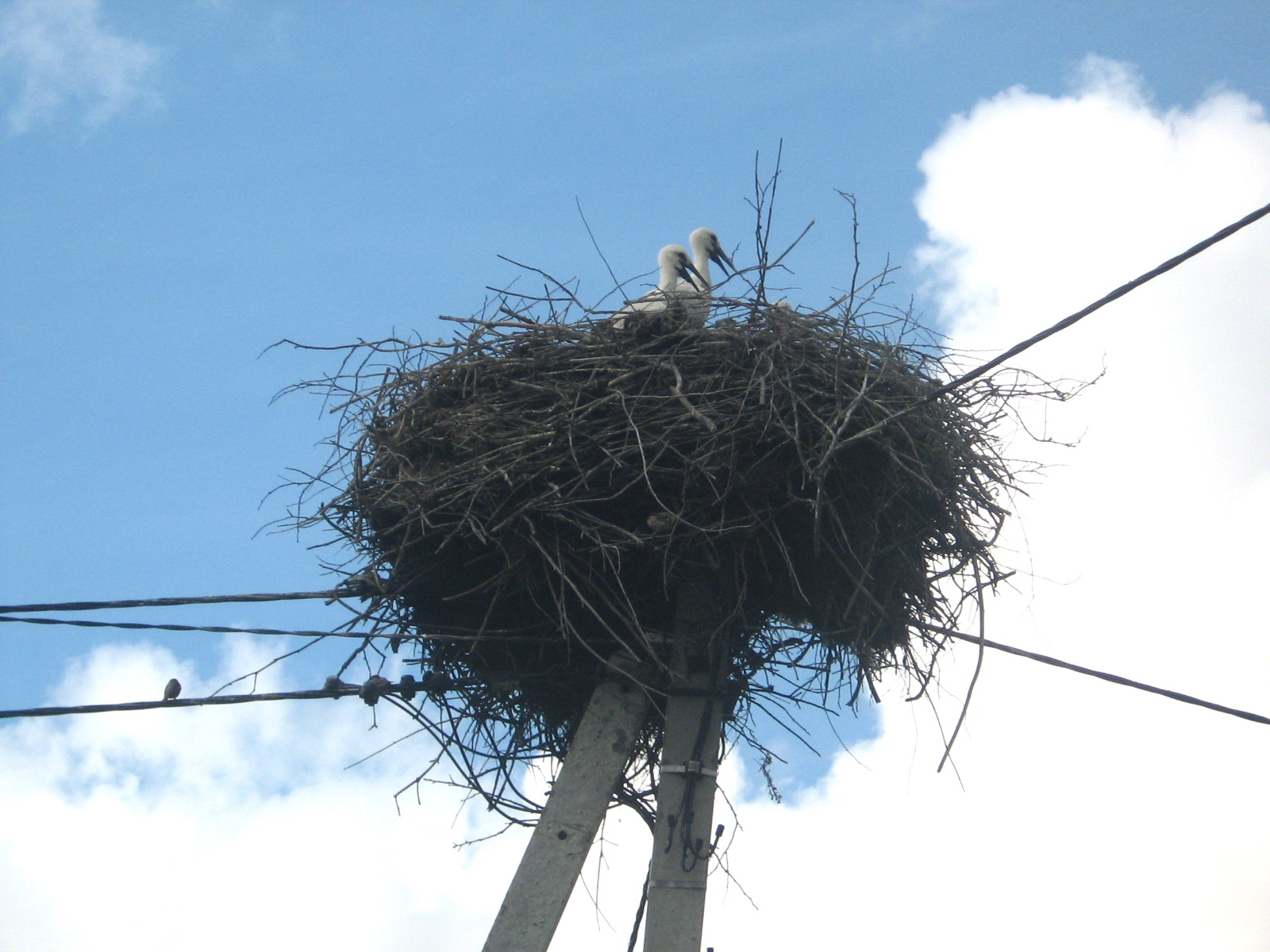
В Україні лелеки найчастіше гніздяться на стовпах електропередач

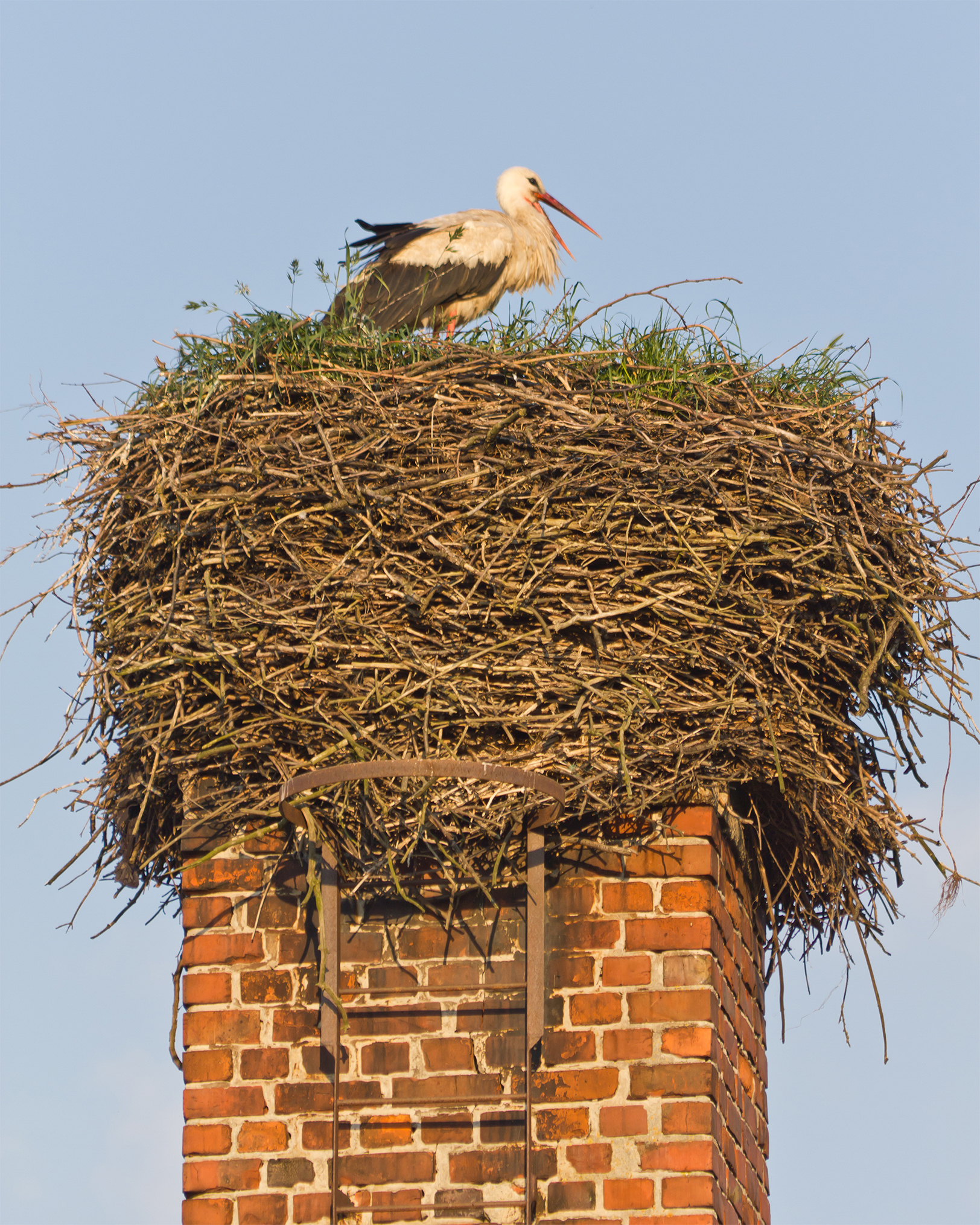
Гніздо на недіючому фабричному комині

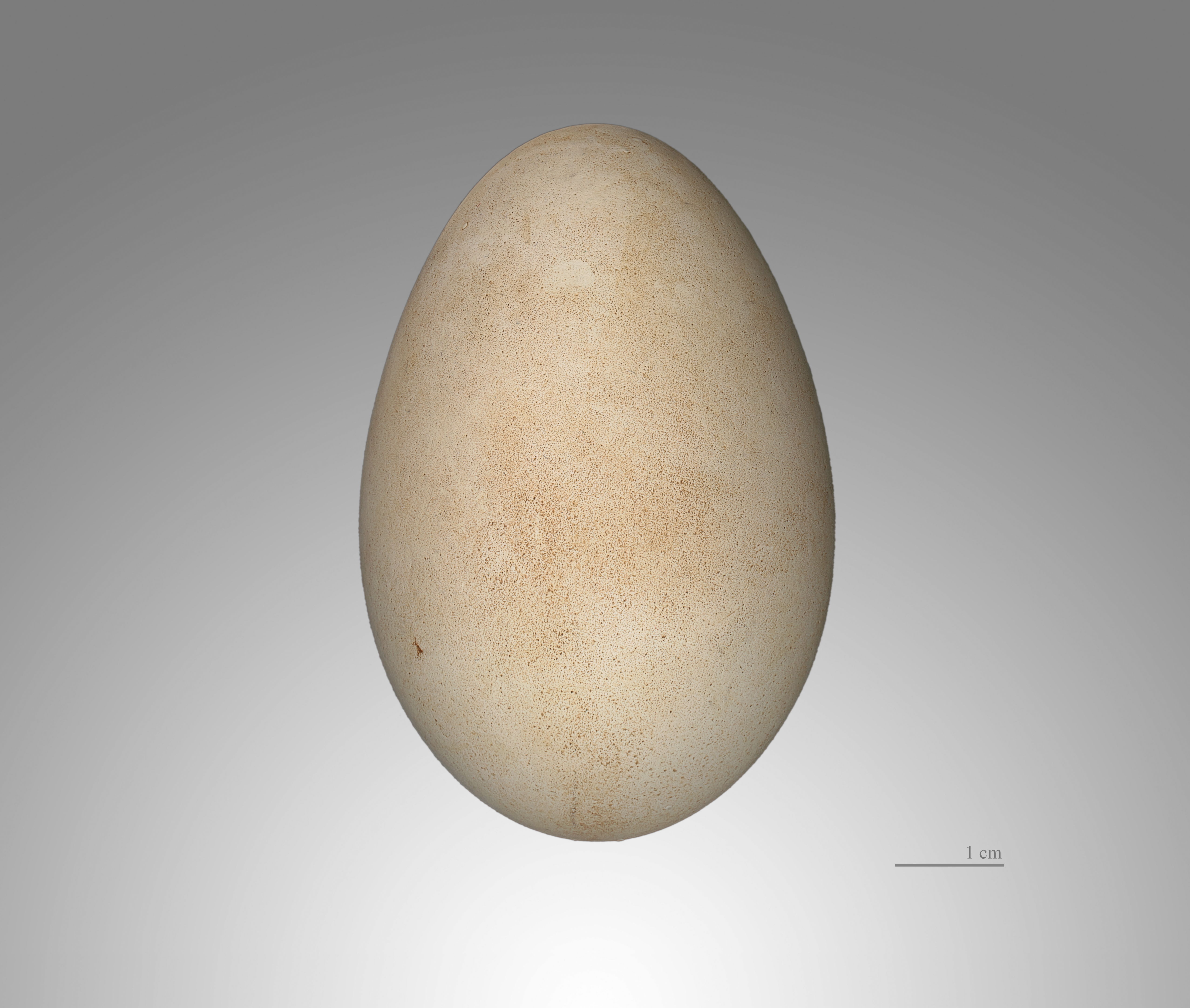
Ciconia ciconia

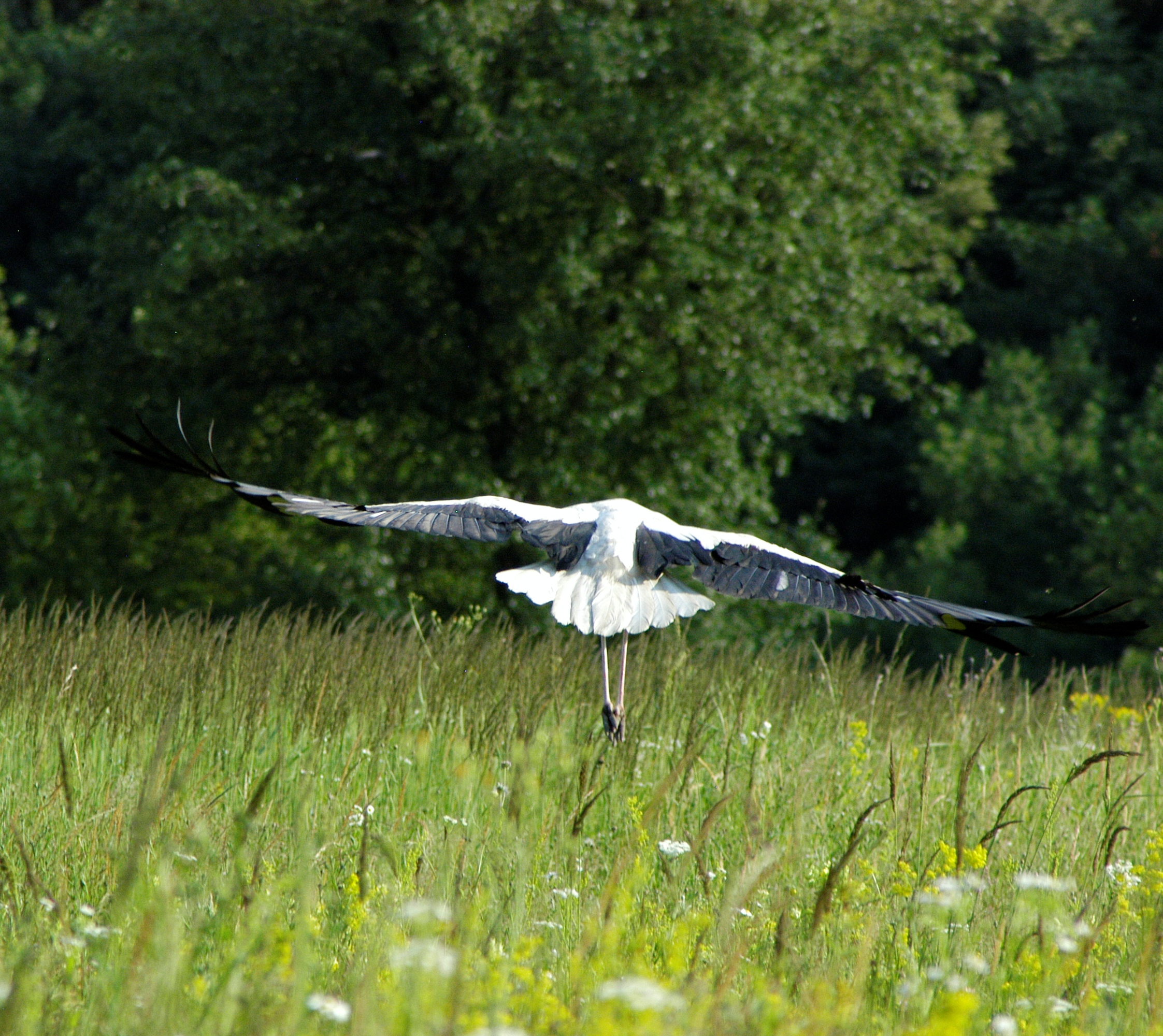
Лелека в польоті

Голос слабкий. Спілкуються птахи здебільшого клацанням дзьоба. Цими клацаннями вони вітають один одного, а також захищають гніздо від чужаків. Поведінці білого лелеки властивий шлюбний ритуал, котрий супроводжується спільним з партнером клацанням дзьобами. Довгі, червоні ноги добре пристосовані до ходіння по мілководдю.

## Живлення
Білі лелеки живляться переважно дрібними тваринами — дощовими черв'яками, комахами, жабами, мишами, рибою та іноді падлом. Також не відмовиться і поласувати необережним шпаком. Отже, лелека не спеціалізується на якомусь певному типі їжі, а живиться найдоступнішою здобиччю, тому його відносять до трофічних опортуністів.
Метод полювання чорногуза дуже виразний і його можна розпізнати на відстані: птах неспішно ходить полями й болотами, а побачивши здобич, миттєво хапає її дзьобом.
Ареал білого лелеки — Європа (від Іспанії до Росії), Північна Африка та Азія (від Туреччини до Кавказу). В Україні гніздовий, перелітний вид, наявні окремі випадки зимівлі. Гніздиться майже на всій території, крім високогір'я Карпат, крайніх південно-східних районів і Криму; у періоди міграцій може траплятися скрізь.
Оселяється білий лелека на відкритому ландшафті з придатними кормовими угіддями — луками, болотами, пасовищами. Полюбляє зволожені ділянки з невисокою трав'яною рослинністю, на яких є групи старих розлогих дерев, особливо якщо луки періодично затоплюються, а трава регулярно викошується. Розорювання заплави значно погіршує кормові угіддя, але лелека уникає і високої рослинності.

## Гніздування
Білі лелеки — синантропні птахи. Вони охоче селяться в населених пунктах. Трапляються навіть у великих містах. Але знаходять гнізда лелек і далеко від людського житла — в заплавах рік, на узліссях, уздовж доріг. Серед болота можна іноді побачити гніздо навіть на невисокому пеньку.
Чорногузи гніздяться на скелястих підвищеннях, деревах, будівлях та електричних опорних стовпах. Вони заселяють відкриті та напіввідкриті ландшафти, поряд з людським житлом. З дерев лелеки віддають перевагу тим, що ростуть поблизу людського житла або в заплавах рік і мають велику розлогу крону. За підрахунками, зробленими в Україні у 1987 році, більш ніж половина гнізд на деревах були збудовані на тополях, ясенах, вербах і дубах. Білі лелеки надають перевагу вологій місцевості, долинам річок та низинним болотам. Пара чорногузів часто роками гніздиться на одному і тому ж місці, таким чином самиця і самець щороку зустрічаються, хоча пару утворюють на сезон. Гніздо лелеки будують із гілок дерев. Міцні і довгі лягають до основи, менші накладаються згори. Усередині птахи вистилають оселю сіном, травою, мохом. Нерідко трапляються також папір, ганчірки, коров'ячий і кінський гній, картоплиння, шматки целофанової плівки тощо. Спочатку гніздо порівняно невелике — близько метра в поперечнику і всього кілька десятків сантиметрів заввишки. З роками гніздо надбудовується і збільшується за розмірами. Іноді такі споруди використовуються десятки років поспіль і сягають 2 метрів у діаметрі, 3—4 метри заввишки та 1—2 тонни ваги.

Розміщення гнізд білого лелеки за останні десятиліття зазнало значних змін. Якщо у 1931 році на тодішній території УРСР 68 % їх були на будівлях, то до 1987—1988 роках частка скоротилася до 20 %, у 1994—1995 роках становила вже всього 13 %, а в 2004—2005 роках — узагалі лишень 9 %. 

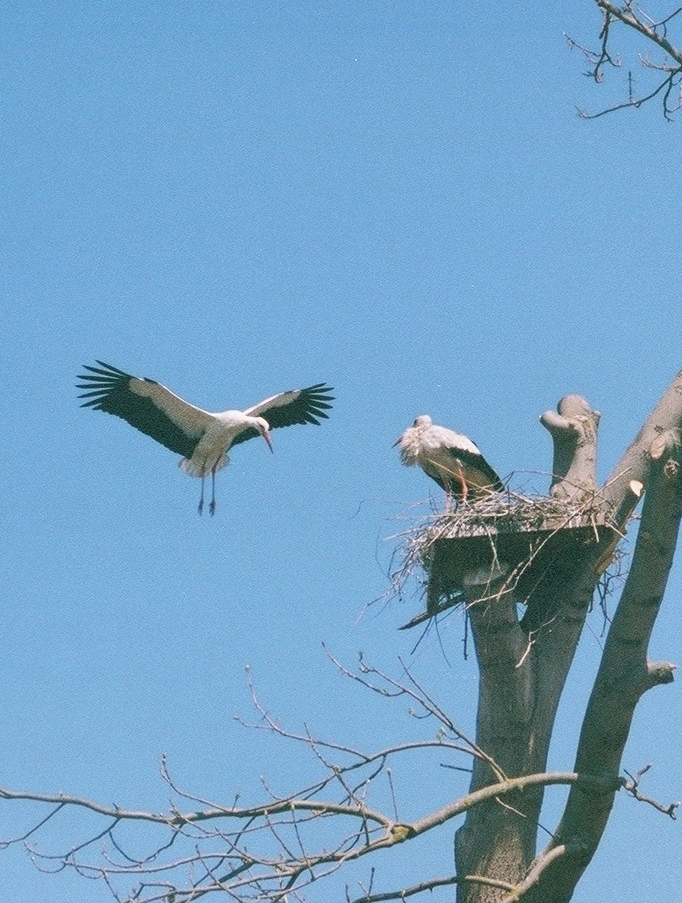
Лелека в польоті

Невпинно збільшується відсоток гнізд на стовпах і водонапірних вежах. Кількість гнізд на деревах спочатку збільшилася майже в півтора раза, потім почала також зменшуватися, за вказаний період вона коливалась у межах 30—45 %. Ця тенденція є загальною, вона спостерігається у різних країнах. Чорногузи стали гніздитися навіть на залізничних станціях, влаштовуючись на опорах контактної мережі. На шум поїздів під самими ногами вони не звертають уваги.
У віці близько чотирьох років чорногуз стає статевозрілим і готовим до спарювання. Навесні, після прильоту та шлюбного ритуалу, молода пара будує гніздо і самиця відкладає 3—6 яєць, які висиджують по черзі самиця і самець 30-32 дні. Яйце чисто біле, близько 100 грамів вагою. З'являються яйця в гніздах у другій половині квітня — на початку травня. Терміни їх відкладання досить розтягнуті. Одночасно можна побачити і чорногузів, які насиджують і таких, що тільки займають гнізда.
Новонароджені чорногузи вдягнені у ніжний сірувато-білий пух, дзьоб у них темний, ніжки — жовто-рожеві. Важать вони всього 60—80 грамів. Народжуються пташенята сліпими, але очі в них відкриваються вже через кілька годин. З першого дня пташенята їдять самостійно. Годують їх обидва птахи. Вони приносять їжу у дзьобі чи в горлі (вола у лелек немає) і відригують її всередину гнізда. У перші дні малята отримують дрібну і ніжну поживу — черв'яків, личинок комах тощо. Поступово їхній раціон розширюється.
Пташенята перебувають у гнізді майже два місяці. Виліт молодняку відбувається у другій половині липня — на початку серпня. Найчастіше до вильоту доживає 2—4 молодих птахів. За даними моніторингових спостережень в Україні у 1992—2005 роках (5490 гнізд із пташенятами), 42 % лелечих виводків перед вильотом мали 3 пташенят, 29 % — 2, 20 % — 4, 5 % — 1, 4 % — 5, 0,3 % — 6, 0,02 % — 7 (єдиний випадок за 14 років спостережень). У сприятливі роки зростає відсоток більших виводків, частка гнізд з 3 і 4 пташенятами майже вирівнюється, а в окремих місцевостях останні можуть навіть переважати. У несприятливі ж роки, навпаки, максимум зміщується на виводки з 2 пташенят.

## Міграція

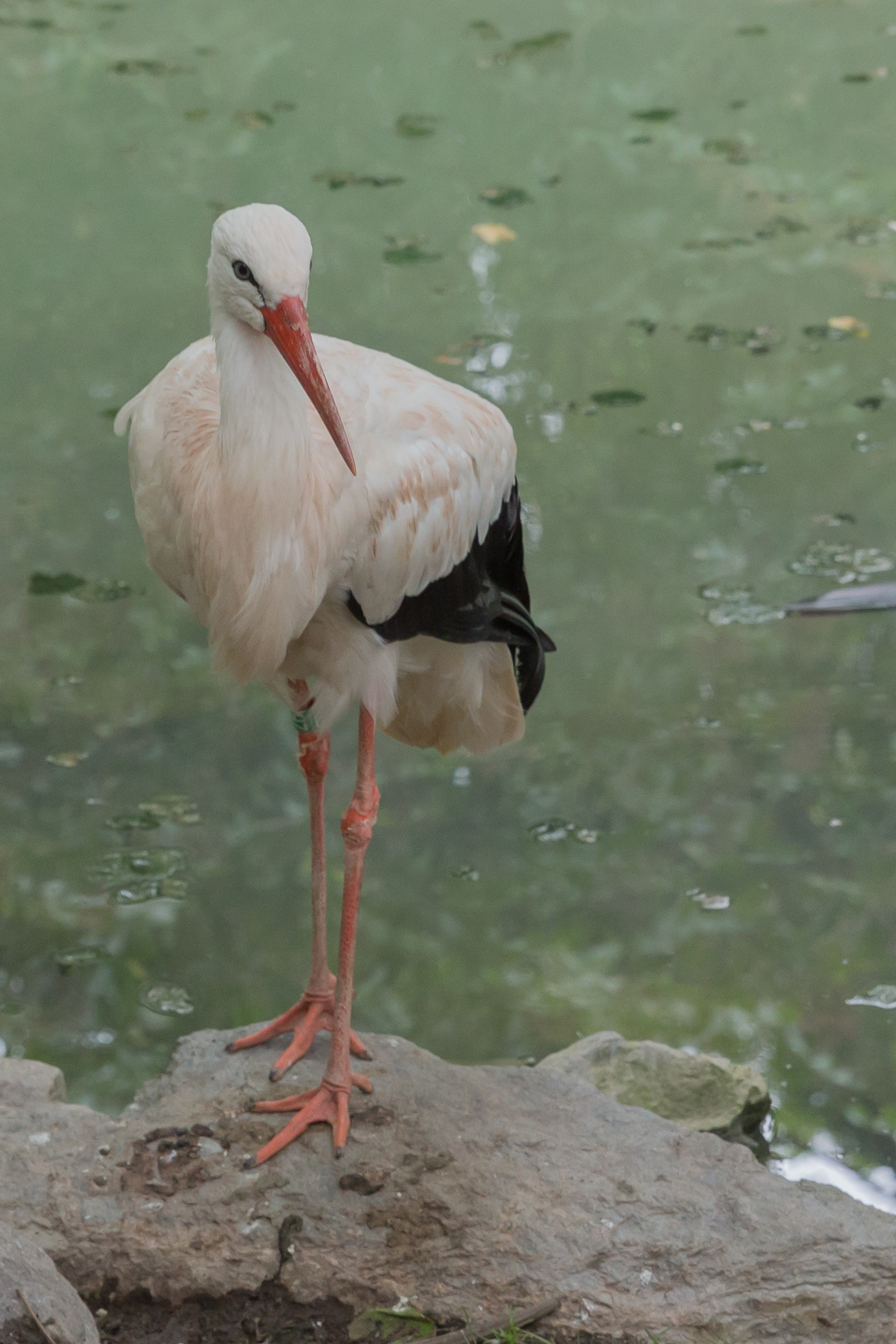

Білий лелека — перелітний птах. У серпні зграї, керуючись інстинктом, починають тягнутися на південь. В Україні зграї зазвичай нараховують від 2—3 до сотні лелек. Але іноді можна побачити й великі багатосотенні скупчення. Зграї поступово збільшуються на шляхах перельоту і на Балканах складаються вже з тисяч птахів.

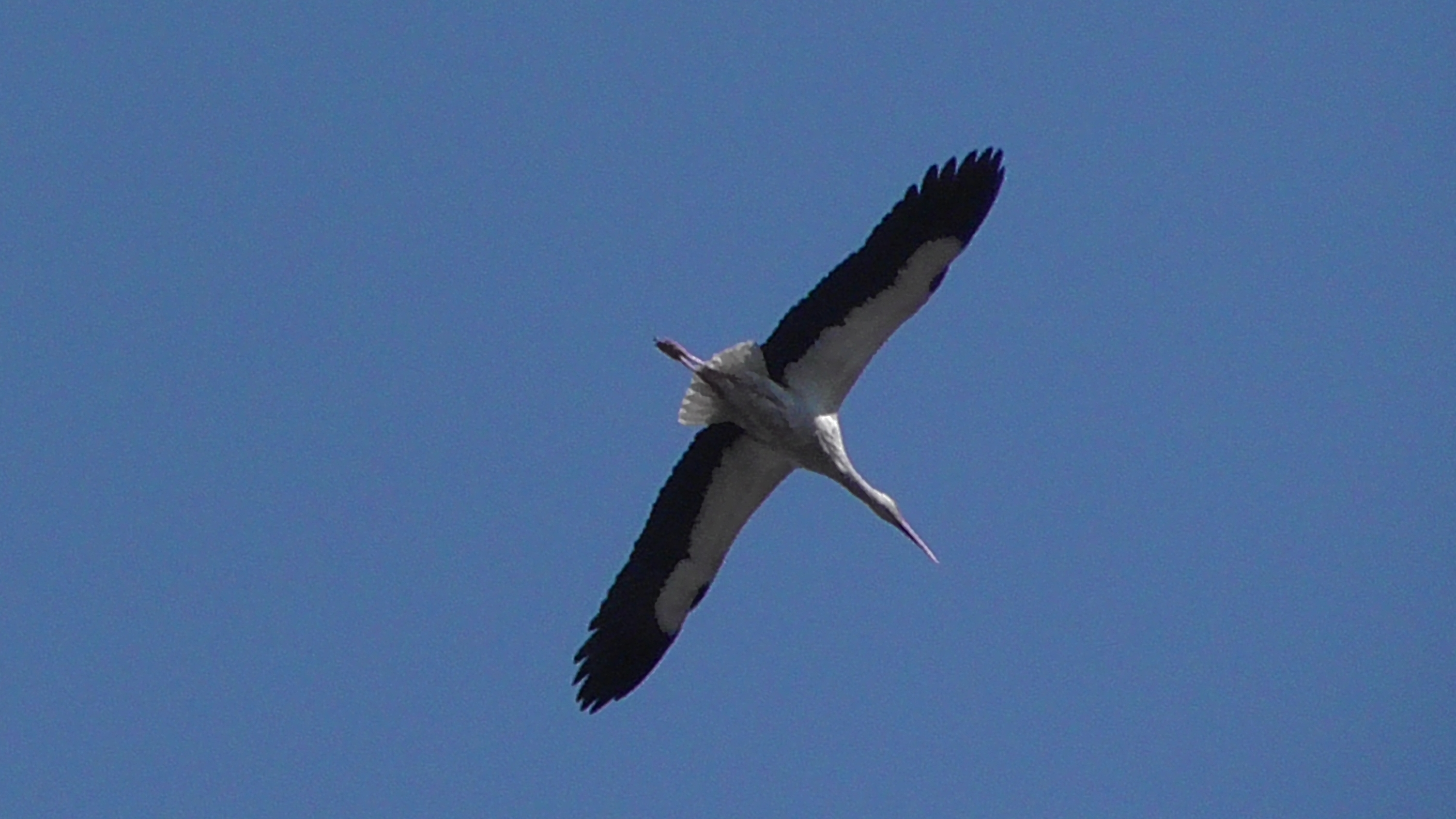
Лелека білий в польоті, вид знизу

На зимівлю чорногузи з різних частин Європи летять різними шляхами. Існують дві популяції — східна і західна, лінія розділу між якими — своєрідний вододіл — проходить Голландією, Гарцем, Баварією, Альпами. У німецькій науковій літературі вона називається пролітною межею. Але це не чітко окреслена лінія, навколо неї існує широка смуга змішування напрямків — птахи тут можуть мігрувати як в один, так і в інший бік. Найцікавіше те, що різні напрямки перельоту можуть мати молоді лелеки, що вивелися в одному й тому ж гнізді. Якось у 1974 році знайшли двох закільцьованих птахів з одного виводку: першого — у Франції, другого — в Угорщині. Висліди кільцювання на північному заході Німеччини (ця територія розташована дещо східніше від «пролітної межі» у зоні змішування) показали, що під час першого свого відльоту 3/4 лелек прямують на південний схід Босфором і чверть — на південний захід у напрямку Гібралтару. Але вже в наступні роки життя кількість мігрувальних птахів на південний захід різко зменшується.
Птахи, що гніздяться на захід від неї, мігрують восени на південний захід Францією, Західною Іспанією, Гібралтаром. Восени прямо над вулицями Гібралтару можна побачити багатотисячні зграї. Далі перелітають країни Марокко, Мавританію, західну частину Сахари. Місця зимівлі «західних» лелек лежать у саванах південніше Сахари від Сенегалу на заході до Камеруну на сході. Переважно вони скупчуються в долинах і дельтах річок Сенегал і Нігер та біля озера Чад. Тут же зимують і лелеки, що гніздяться на північному заході Африки. Молоді статево незрілі птахи іноді залишаються в Африці й на літо. Відстань міграції становить близько 10 000 км.
Європейські лелеки, що гніздяться на схід від «пролітної межі», летять восени у південно-східному, а з України, Білорусі й Балтії — у південному напрямку. В Україні існує кілька головних пролітних шляхів — ділянок, де чисельність мігрувальних птахів найвища. Західними областями летять лелеки з Польщі, Житомирською та Вінницькою — з Білорусі та Балтії. Великий пролітний шлях проходить на південний захід від Полтавської до Миколаївської областей. Усі три шляхи зливаються в могутній міграційний потік, який проходить «воротами» між Карпатами та Чорним морем. Досить слабкий проліт спостерігається також східним узбережжям Чорного моря. Далі лелеки летять Балканами та Туреччиною. Малу Азію вони перетинають «за діагоналлю», звертаючи після Босфору на південний схід. Біля затоки Іскандера виходять до Середземноморського узбережжя. Потім знову звертають на південь і Близьким Сходом, Синайським півостровом потрапляють у долину Нілу, уздовж якої летять на основні місця зимівлі у Східній та Південній Африці, долаючи загалом понад 10 тисяч кілометрів. Стомившись після тривалого перельоту, птахи роблять зупинку на 4—6 тижнів у Східному Судані, щоб відпочити й погодуватися перед подальшою дорогою.
Місця зимівлі «західних» лелек лежать у саванах південніше Сахари від Сенегалу на заході до Камеруну на сході. Переважно вони скупчуються в долинах та дельтах рік Сенегал та Нігер та біля озера Чад. Тут же зимують і лелеки, що гніздяться на північному заході Африки.
В Україні теж існує «пролітна межа», яка проходить десь на Лівобережжі Дніпра. Точніше про її розміщення говорити важко через обмаль даних. Якщо лелеки із західних, центральних та північних областей летять уздовж західного узбережжя Чорного моря та перелітають Босфор, то птахи зі східних областей мігрують у південно-східному напрямку до східного чорноморського узбережжя. Сюди ж летять і птахи зі східної частини ареалу в Росії. Тут також існує досить широка смуга змішування напрямків міграції. Частина лелек із Придніпров'я може летіти на південний схід. Чорногуз, закільцьований пташеням у Глобинському районі на Полтавщині у 1998 році, був знайдений наприкінці серпня того ж року біля м. Новоросійська.
Згідно з народними прикметами, відлітають лелеки 19 серпня, хоча, є поодинокі випадки, коли затримуються до осені. Та це, швидше, виняток, і пов'язано з хворобою птаха, який, як наслідок, відбившись від гурту, самостійно не може здійснити переліт, та, без людської допомоги, гине. Переліт на зимівлю чорногузи здійснюють удень. Вони летять на великій висоті, при цьому вибираючи найзручніші в аеродинамічному плані місцевості, тому намагаються уникати польотів над морем.
Часто трапляється, що деякі чорногузи залишаються на зиму в місцях літнього гніздування. У більшості випадків мова йде про птахів, які були поранені, звикли до людей, або є з вадами міграційної інстинктивної поведінки. Такі птахи потребують додаткового піклування від людей протягом зими.
Приліт на місця гніздування відбувається здебільшого у другій половині березня — першій половині квітня, хоча ранньої весни їх можна місцями побачити й на початку березня. Окремі птахи можуть затримуватися аж до травня. Зазвичай, першим з'являється самець, рідше — самка, іноді ж обидва птахи одразу. Самиця найчастіше прилітає кілька днів після самця. Старі лелеки повертаються раніше за молодих.

## Чисельність та охорона

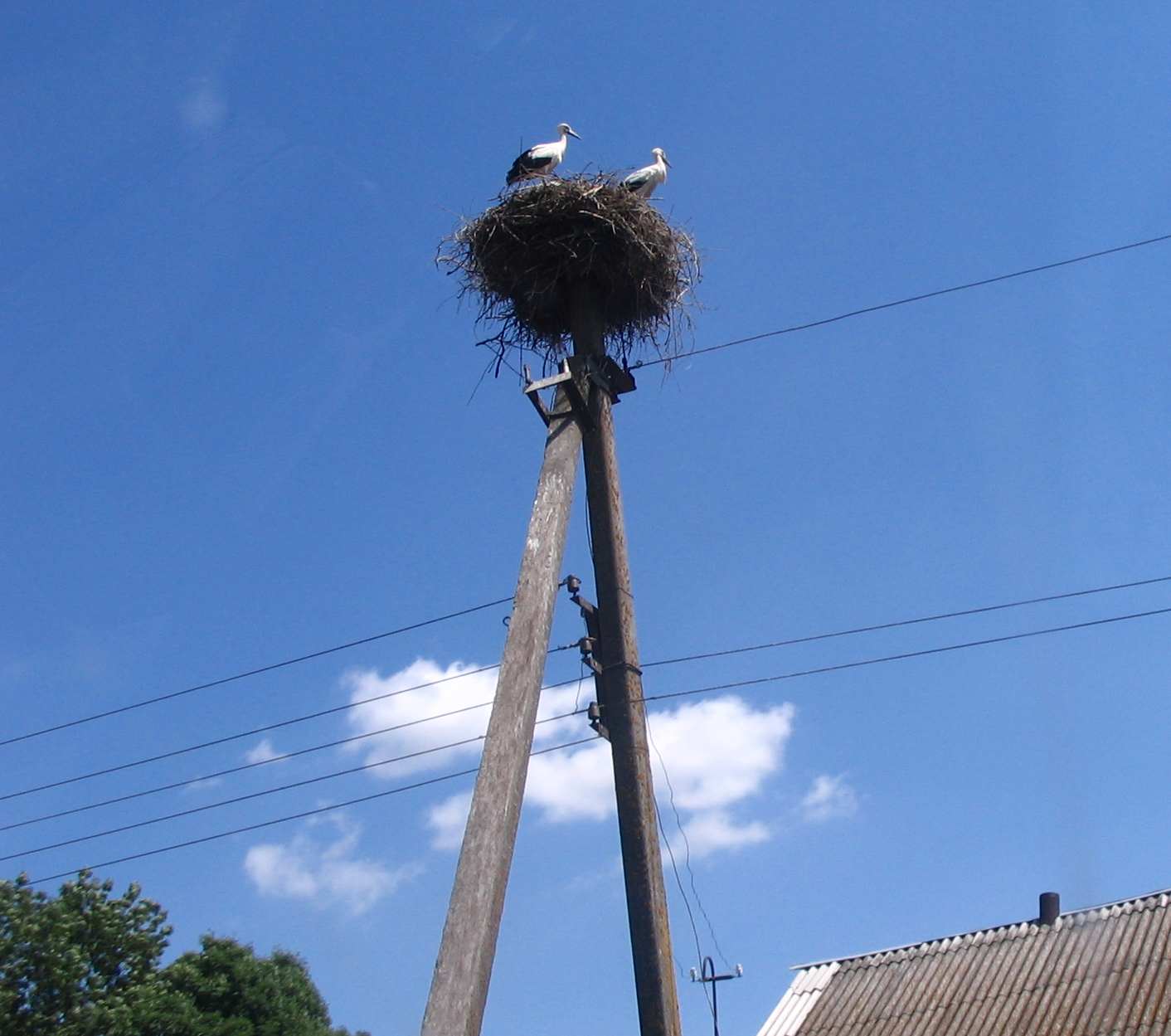

З 1984 року на території Європи спостерігається активний приріст чисельності птахів навіть у високоіндустріалізованих країнах. Згідно з результатами 6-го інтернаціонального перепису білих лелек 2004 року, найбільша популяція в Польщі й становить 52 500 пар, в Україні 12 000—18 000 пар, у Білорусі 10 500—13 000 пар, 10 000 пар у Литві з найщільнішим ареалом у світі, 8500 в Латвії, 4000 в Естонії. У південно-західній Азії найбільша популяція наявна в Туреччині — 15 000—35 000 пар, менше в Іспанії 14 000 пар та Португалії 10 000 пар. Відокремилася неперелітна популяція в Південній Африці.
Білий лелека не належить до видів птахів, яким загрожує вимирання. На відміну від лелеки чорного, який занесений до Червоної книги України.

## Білий лелека в культурі

### Символізм

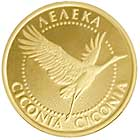
Золота монета НБУ, присвячена Білому лелеці

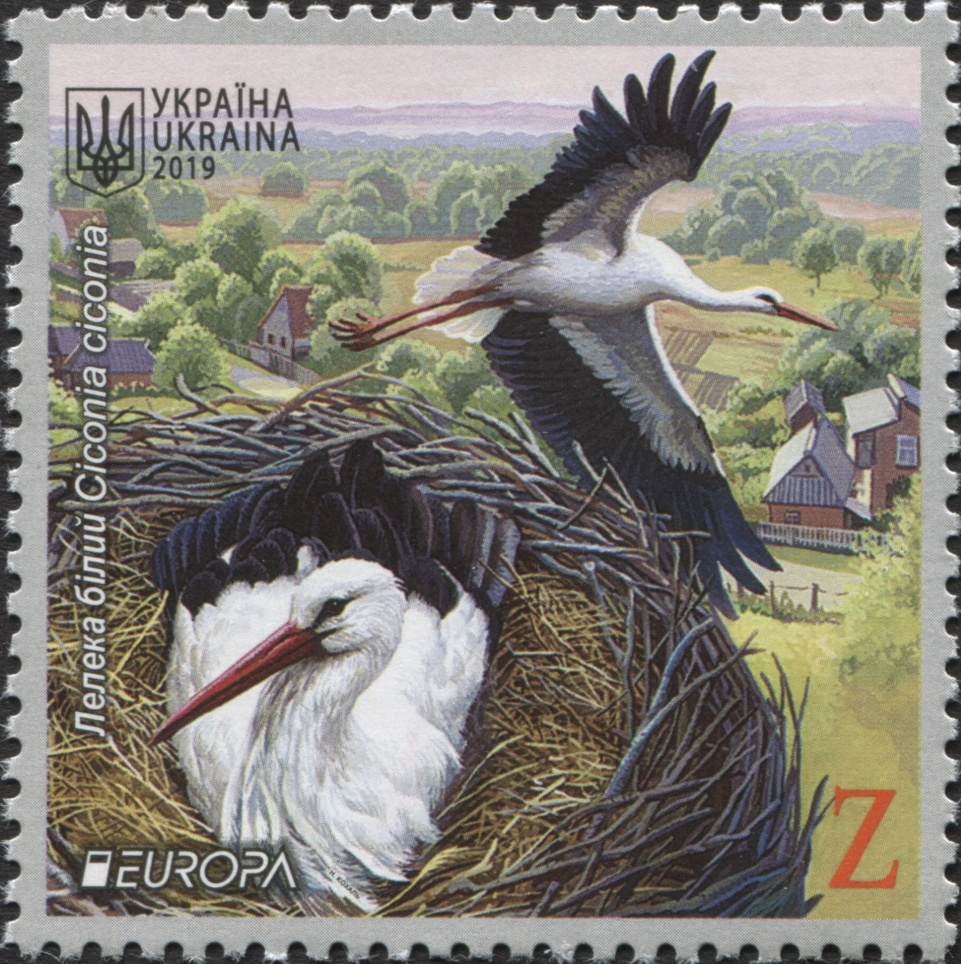
Марка Укрпошти «Europa. Лелека білий (Ciconia ciconia)» (2019)

Давній зв'язок лелеки з людиною показаний у народній творчості, у численних географічних топонімах, прізвищах, на гербах і емблемах багатьох країн світу. Так, в Україні є прізвища Чорногуз і Лелеченко; річки та струмки Бузьків Яр, Гайстрова Струга, Лелечий потік, Лелечиха, Чорногузка; села Боцянівка, Лелеківка, Чорногузи. У Німеччині, Австрії, Італії, на заході Франції є чимало поселень та вулиць у містах, які мають «лелечі» назви. В Італії та Ельзасі це все, що залишилося від самих птахів. Численні назви ресторанів, кав'ярень, клубів («Лелечий клуб» у Нью-Йорку), пов'язані з чорногузом.
В Європі лелека на емблемах використовувався ще в епоху Меровінгів. У християнстві він символізує чистоту, благочестя, воскресіння. Вважається також очисником від скверни, охоронцем домашнього вогнища.
У західній культурі лелеки «приносили» дітей, тому вони є символом народження.
Лелека є улюбленим, але неофіційним символом Ельзасу, зокрема Страсбурга.
Поважають птаха й у Польщі. Його обрали національним символом на Eвpo 2000 у Ганновері.
Лелека — національний птах Білорусі.
У Молдові лелека став символом виноградарства і виноробства. Часто можна побачити його зображеним із гроном винограду в дзьобі.
В Україні шириться традиція у весняні дні, коли в більшість областей повертаються лелеки, а саме 23 березня відмічати як День Лелеки.

### Геральдика
У геральдиці лелека, а також інші схожі птахи — журавель, чапля, ібіс, символізує пильність у боротьбі з ворогами. На гербах журавля, а іноді й лелеку або чаплю, часто зображують із каменем у лапі. Походить цей образ від відомої ще з античних часів легенди, що у зграї, яка відпочиває під час перельоту один із птахів вартує спокій інших, тримаючи у піднятій лапі камінь. Коли стомлений сторож починає куняти, камінь випадає й будить його.
Білий лелека зображений на гербах Тирасполя, Гааги, Шторкова, Касселя і низки інших міст. Потрапив цей птах на герби і в тих країнах, де він не водиться (Австралія), — символіка була занесена з Європи.
Деякі орнітологічні організації взяли його собі за емблему. Лелека в польоті зображений на емблемі Німецького природоохоронного союзу NABU (раніше — Німецький союз з охорони птахів, DBV).

### Українська геральдика
Білий лелека зустрічається на гербах чотирьох українських міст. На гербі Біловодська 1781 року у горішній частині щита зображений герб Воронізької губернії, у нижній, на зеленому фоні — лелека. На гербі Ананьєва 1847 року в нижній частині щита — на блакитному тлі стоять на гніздах три лелеки. На середньовічному та сучасному гербах міста Буська зображено оберненого ліворуч лелеку на блакитному тлі, що стоїть на одній нозі. На гербі містечка Щуровичі на Львівщині на червоному тлі був зображений срібний лелека, що тримає у дзьобі змію. У середньовічній західній геральдиці лелека був також символом пильності в боротьбі з ворогами. Лелека (за іншими даними — журавель) з каменем у лапі був зображений на печатці XVII століття міста Дунаївців.

### Народні легенди й перекази
В Україні лелека вважається вісником весни. Приліт птахів весною відзначався людьми здавна. Зникнення птахів восени і повернення навесні здавалося дивним. Древні слов'яни вважали, що птахи на зиму летять у вирій. В українській мові збереглось це слово «вирій» — рай древніх слов'ян. Повертання птахів навесні пов'язувалось зі звісткою богів, пізніше було прив'язане до християнських весняних свят.
В Україні багато прикмет про погоду, пов'язаних із білим лелекою. Він приносить тепло і забирає його назад до вирію.
- Рано бузько прилетів — буде тепле літо.
- Лелека починає непокоїтися — на погану погоду.
- Активно тріщить увечері дзьобом — завтра буде сонячний день.
- Стоїть на одній нозі — значить треба чекати похолодання.
- Якщо не відлітає далеко від гнізда, а тримається поблизу, — на негоду.
- Коли птах погожого дня тримається сухого місця, то й наступний буде сонячним.
- Перед тим, як здійметься вітер, лелеки довго кружляють біля своїх гнізд.

Є й землеробські прикмети, пов'язані з бузьками. Наприклад: заклекотали лелеки в гнізді — час садити цибулю. На стрісі клунь часто клали старе колесо, щоб лелеки на ньому влаштували своє гніздо: вважалося, що це оберігає від пожежі.